# Boyuibe (gemeente)
Boyuibe is een gemeente (municipio) in de Boliviaanse provincie Cordillera in het departement Santa Cruz. De gemeente telt naar schatting 5.977 inwoners (2018). De hoofdplaats is Boyuibe.